# Махачек, Симон
Симеон Карел Махачек (чеш. Simeon Karel Macháček; 10 декабря 1799, Прага — 2 октября 1846, там же) — чешский драматург и переводчик, ученик Йозефа Юнгмана.
Автор стихотворной комедии «Женихи» (чеш. Ženichové), долгое время держащейся на чешской сцене, трагедии «Zaviš z Falkensteina» и многих мелких стихотворений. Перевёл на чешский язык ряд пьес Шекспира, Гёте, Шиллера, а также сочинения Горация, Цицерона, Юлия Цезаря и др. Составил «Böhmische Chrestomathie für Deutsche» (1830), способствовал организации Чешской оперы в Праге (1823); издал два сборника чешских песен (1825).